# Frygien
Frygien er betegnelsen for et oldtidsrige i Lilleasien og senere en region delt mellem flere kongeriger og stater. Grænserne er svære at definere. Undertiden dækker de hele det vestlige Lilleasien med undtagelse af kystområderne, og andre gange et mindre område.
Under perserne og senere under Alexander den Store var Frygien en provins, men under romerne ophørte Frygien fuldstændig med at eksistere. Selve navnet var dog fortsat i brug som betegnelse for et løst defineret område i Lilleasien.
Den græske historiker Herodot skrev i 400-tallet f.Kr, at der var uenighed om, hvilket sprog der var ældst. For at finde svaret, holdt man to spædbørn isoleret sammen med en stum tjenestepige. Det første ord, det ene barn ytrede, var bekos, der betød "brød" på frygisk. Deraf sluttede man, at frygisk var det ældste af alle sprog. 